# Lončarovci
Lončarovci (węg. Gerőháza, prek. Lančarovci, Gerenčerovci) – wieś w Słowenii, gmina Moravske Toplice. 1 stycznia 2017 liczyła 52 mieszkańców.